# Białoberezka
Białoberezka (ukr. Білоберізка) – wieś w rejonie wierchowińskim, w obwodzie iwanofrankiwskim Ukrainy.
W okresie międzywojennym w miejscowości stacjonowała placówka Straży Granicznej I linii „Białoberezka”.